# Найкрасивіший кінь
«Найкрасивіший кінь» (рос. «Самый красивый конь») — радянський дитячий художній фільм 1976 року, виробництва Кіностудії ім. М. Горького, знятий за однойменною книгою Бориса Алмазова.

## Сюжет
Дія фільму відбувається в Ленінграді. Двієчник Ігор Пономарьов на прізвисько «Панама» починає захоплюватися кінним спортом і отримує уроки майстерності у літнього жокея Дениса Платоновича. Його новий друг — кінь по кличці Конус — змінює все життя хлопчика.

## У ролях
- Олег Жаков — Денис Платонович, тренер
- Олександр Симакин — Ігор Пономарьов на прізвисько «Панама»
- Євген Жариков — Борис Степанович Іноземцев, шкільний учитель і майстер з кінного спорту
- Людмила Дьяконова — фігуристка Юля Фоміна, однокласниця Пономарьова
- Володимир Вреньов — Бичун
- Сергій Михеєв — сусід Ігоря
- Акоп Шахбазян — наїзник
- Ірина Петровська — Марія Олександрівна, директор школи
- Леонід Куравльов — батько Ігоря Пономарьова
- Артем Карапетян — Петро Григорович, ветеринар
- Олексій Смирнов — Єремеїч, конюх
- Лариса Лужина — мати Ігоря Пономарьова
- Микола Дупак — керівник секції кінного спорту

## Знімальна група
- Режисер — Степан Пучинян
- Сценарист — В'ячеслав Наумов
- Оператор — Сергій Філіппов
- Композитор — Андрій Геворгян
- Художник — Олександр Вагічев